# Fontaine-lès-Vervins
Fontaine-lès-Vervins település Franciaországban, Aisne megyében. Lakosainak száma 866 fő (2022. január 1.). Fontaine-lès-Vervins La Bouteille, Étréaupont, Gercy, Laigny, Vervins és Voulpaix községekkel határos.

## Népesség
A település népességének változása:
| Lakosok száma | 763  | 822  | 838  | 932  | 952  | 932  | 913  | 901  | 892  | 866  |
|               | 1968 | 1982 | 1990 | 2006 | 2013 | 2015 | 2017 | 2019 | 2020 | 2022 |